# Карасу (Жуалинський район)
Карасу́ (каз. Қарасу) — село у складі Жуалинського району Жамбильської області Казахстану. Входить до складу Карасазького сільського округу.
У радянські часи село називалось Юр'євка.
Населення — 96 осіб (2021; 138 у 2009, 119 у 1999, 135 у 1989).